# Saison 2018-2019 du FC Metz
Maillots
Dernière mise à jour : 21 mai 2018.
Chronologie
Saison précédente Saison suivante
Le FC Metz, joue sa 20e saison en Ligue 2 lors de la saison 2018-2019. Cette saison voit le club s'engager dans trois compétitions que sont la Ligue 2, la Coupe de France et la Coupe de la Ligue.

## Avant-saison

### Objectif du club
Redescendu en ligue 2, après avoir fait une saison 2017-2018 mitigée, le FC Metz a fortement l'intention de finir premier du championnat de ligue 2 afin de pouvoir remonter au niveau de l'élite française: la ligue 1.
Pour cela le club a engagé de gros moyens, notamment grâce à son entraineur Frédéric Antonetti afin que Mez retrouve son "standing" et son niveau des années 2000. Le club à la Croix de Lorraine a engagé par exemple, des attaquants de talents et en a fait revenir de prêts, tels Habib Diallo.

### Sponsors / Partenaires
Pour la huitième année consécutive, le FC Metz travaille aux côtés de Nike, son équipementier.
- Nike (Équipementier)[1]
- SPIE (Énergie et communication)[1]
- Coca-Cola (Sodas)[1]
- etc.

## Transferts
| Nom                 | Nationalité        | Poste      | Transfert           | Provenance/Destination        | Division                 |
| ------------------- | ------------------ | ---------- | ------------------- | ----------------------------- | ------------------------ |
| Arrivées            |                    |            |                     |                               |                          |
| Frédéric Antonetti  | France             | Entraîneur | -                   | -                             | -                        |
| Moustapha Kaboré    | Burkina Faso       | Milieu     | Retour de prêt      | Entente Sannois Saint-Gratien | National 2               |
| Hamza Sakhi         | Maroc              | Milieu     | Retour de prêt      | AJ Auxerre                    | Ligue 2                  |
| Lucas Toussaint     | France             | Milieu     | Retour de prêt      | Pau FC                        | National 1               |
| Gauthier Hein       | France             | Milieu     | Retour de prêt      | Tours FC                      | National 1               |
| Habib Diallo        | Sénégal            | Attaquant  | Retour de prêt      | Stade brestois                | Ligue 2                  |
| Oumar Gonzalez      | Cameroun           | Défenseur  | Retour de prêt      | Rodez Aveyron                 | National 1               |
| Matthieu Dossevi    | Togo               | Milieu     | Transfert définitif | Standard de Liège             | Jupiler Pro League       |
| Marvin Gakpa        | France             | Milieu     | Fin de contrat      | US Quevilly-Rouen             | National 1               |
| Alexandre Oukidja   | Algérie            | Gardien    | Fin de contrat      | RC Strasbourg                 | Ligue 1                  |
| Paul Delecroix      | France             | Gardien    | Fin de contrat      | FC Lorient                    | Ligue 2                  |
| Laurent Jans        | Luxembourg         | Défenseur  | Transfert définitif | Waasland-Beveren              | Division 1A              |
| John Boye           | Ghana              | Défenseur  | Transfert définitif | Sivasspor                     | Spor Toto Süper Lig (D1) |
| Adama Traoré        | Mali               | Attaquant  | Transfert définitif | TP Mazembe                    | Vodacom Super Ligue      |
| Départs             |                    |            |                     |                               |                          |
| Frédéric Hantz      | France             | Entraîneur | Fin de contrat      | -                             | -                        |
| Fallou Diagne       | Sénégal            | Défenseur  | Retour de prêt      | Werder Brême                  | Bundesliga               |
| Georges Mandjeck    | Cameroun           | Milieu     | Retour de prêt      | Sparta Prague                 | Gambrinus Liga           |
| Farid Boulaya       | Algérie            | Milieu     | Retour de prêt      | Gérone FC                     | LaLiga Santander         |
| Danijel Milicevic   | Bosnie-Herzégovine | Milieu     | Retour de prêt      | La Gantoise                   | Jupiler Pro League       |
| Gerónimo Poblete    | Argentine          | Défenseur  | Prêt                | San Lorenzo                   | Primera División         |
| Matthieu Dossevi    | Togo               | Milieu     | Transfert définitif | Toulouse FC                   | Ligue 1                  |
| Hamza Sakhi         | Maroc              | Milieu     | Transfert définitif | AJ Auxerre                    | Ligue 2                  |
| Benoît Assou-Ekotto | Cameroun           | Défenseur  | Fin de contrat      |                               |                          |
| Julian Palmieri     | France             | Défenseur  | Fin de contrat      | Gazélec Football Club Ajaccio | Ligue 2                  |
| Thomas Didillon     | France             | Gardien    | Fin de contrat      | RSC Anderlecht                | Jupiler Pro League       |
| Milan Biševac       | Serbie             | Défenseur  | Fin de contrat      | F91 Dudelange                 | Division Nationale       |
| Nolan Roux          | France             | Attaquant  | Transfert définitif | EA Guingamp                   | Ligue 1                  |

| Nom          | Nationalité | Poste     | Transfert | Provenance/Destination | Division |
| ------------ | ----------- | --------- | --------- | ---------------------- | -------- |
| Arrivées     |             |           |           |                        |          |
| Départs      |             |           |           |                        |          |
| Adama Traoré | Mali        | Attaquant | Prêt      | US Orléans             | Ligue 2  |

## Statistiques de l'effectif

### Équipe-type
| Nom                | Nationalité        | Poste               | Numéro | Nombre de buts inscrits en championnat | Matches joués |
| ------------------ | ------------------ | ------------------- | ------ | -------------------------------------- | ------------- |
| Frédéric Antonetti | France             | Entraîneur          |        |                                        |               |
| Habib Diallo       | Sénégal            | Attaquant           | 20     | 15                                     | 20            |
| Farid Boulaya      | Algérie            | Attaquant           | 27     | 5                                      | 20            |
| Opa Nguette        | Sénégal            | Attaquant           | 11     | 4                                      | 18            |
| Victorien Angban   | Côte d'Ivoire      | Milieu de terrain   | 5      | 1                                      | 15            |
| Renaud Cohade      | France             | Milieu de terrain C | 24     | 0                                      | 20            |
| Mamadou Fofana     | Mali               | Défenseur           | 6      | 0                                      | 20            |
| Thomas Delaine     | France             | Défenseur           | 17     | 0                                      | 20            |
| John Boye          | Ghana              | Défenseur           | 21     | 0                                      | 19            |
| Stoppila Sunzu     | Zambie             | Défenseur           | 13     | 1                                      | 20            |
| Ivan Balliu        | Albanie et Espagne | Défenseur           | 25     | 0                                      | 19            |
| Alexandre Oukidja  | Algérie et France  | Gardien de but      | 16     | 0                                      | 18            |

## Saison
Metz commence sa saison par une très belle série de sept victoires consécutives en championnat. Habib Diallo et tous les joueurs de l’effectif sont en forme. Avec un entraîneur très expérimenté, ils peuvent plus que prétendre à la montée en ligue 1 la saison prochaine. Cette année, l’équipe a plus d’ambition que les années précédentes. Le stade se remplit de match en match.
Metz finit finalement champion d'Automne devant Brest qui le suit de près. Mais la reprise de la saison, après la pause hivernale, se passe plutôt bien pour les Messins qui s'impose à Orléans (0-1) et, en Coupe de France, élimine l'AS Monaco à Louis-II sur le score 1-3, la défaite de trop pour l'entraîneur monégasque Thierry Henry, limogé à la suite de ce nouveau revers. Mais ces résultats font suite à une défaite face à Clermont avec un score de 2-1 pour les Clermontois et un nul contre Ajaccio.

## Compétitions

### Championnat

#### Classement
| Rang | Équipe            | Pts | J  | G  | N  | P  | Bp | Bc | Diff | Promotion ou relégation           |
| ---- | ----------------- | --- | -- | -- | -- | -- | -- | -- | ---- | --------------------------------- |
| 1    | FC Metz R         | 81  | 38 | 24 | 9  | 5  | 60 | 23 | +37  | Promotion en Ligue 1              |
| 2    | Stade brestois 29 | 74  | 38 | 21 | 11 | 6  | 64 | 35 | +29  | Promotion en Ligue 1              |
| 3    | ES Troyes AC R    | 71  | 38 | 21 | 8  | 9  | 51 | 28 | +23  | Match 2 des barrages de promotion |
| 4    | Paris FC          | 65  | 38 | 17 | 14 | 7  | 36 | 22 | +14  | Match 1 des barrages de promotion |
| 5    | RC Lens           | 63  | 38 | 18 | 9  | 11 | 49 | 28 | +21  | Match 1 des barrages de promotion |